# Leucauge auronotum
Leucauge auronotum är en spindelart som beskrevs av Embrik Strand 1907. Leucauge auronotum ingår i släktet Leucauge och familjen käkspindlar. Inga underarter finns listade i Catalogue of Life.